# Tabakindustrie
Die Tabakindustrie umfasst Unternehmen, die unter anderem Zigaretten, Zigarren, Rauchtabak, Schnupftabak, Kautabak, Snus oder Bidis herstellen. Dieser Wirtschaftszweig wird stark dominiert durch weltweit tätige Konzerne oder Betriebe mit einem staatlichen Monopol.
Weltweit waren 1999 ungefähr zwei Millionen Personen in der Zigarettenindustrie und den Zulieferfirmen beschäftigt. Über zwei Drittel aller Arbeitsplätze befanden sich in China, Indien und Indonesien. Die drei größten multinationalen Tabakkonzerne hatten 2003 etwas mehr als 100.000 Arbeitnehmer. In Deutschland waren 2013 gut 10.000 Menschen in der Zigarettenindustrie beschäftigt; der Umsatz der Branche betrug 20,1 Mrd. Euro, wovon 12,2 Mrd. Euro auf die Tabaksteuer entfielen.

## Unternehmen

### Tabakkonzerne
Innerhalb weniger Jahre sind von den zahlreichen Tabakherstellern in der Welt noch vier private Tabakkonzerne übriggeblieben. Sie stellen 52,2 % aller Zigaretten her. Der größte Zigarettenhersteller bleibt indessen weiterhin der staatseigene chinesische Tabakkonzern China National Tobacco Corporation mit einem Marktanteil von 32 %.
| Unternehmen                                                         | Firmensitz             | Konzernumsatz (2012) | Konzernumsatz (2005) | Marktanteil (2007) | Stückzahl (2003) |
| ------------------------------------------------------------------- | ---------------------- | -------------------- | -------------------- | ------------------ | ---------------- |
| China National Tobacco (CNTC) (nur China)                           | Volksrepublik China    | 169,9 Mrd. US-$      | k. A.                | 32,0 %             | k. A.            |
| Altria (PM International, PM USA und PM Polska S.A)                 | Vereinigte Staaten     | 101,3 Mrd. US-$      | 63 Mrd. US-$         | 18,7 %             | 736 Mrd.         |
| Japan Tobacco (inkl. Gallaher Group)                                | Japan                  | 25,7 Mrd. US-$       | 40 Mrd. US-$         | 10,8 %             | 423 Mrd.         |
| British American Tobacco (BAT) (Daten 2005 inkl. Reynolds American) | Vereinigtes Königreich | 25,5 Mrd. US-$       | 17 Mrd. US-$         | 17,1 %             | 792 Mrd.         |
| Imperial Tobacco (inkl. Reemtsma und Altadis)                       | Vereinigtes Königreich | 11,0 Mrd. US-$       | 37 Mrd. US-$         | 5,6 %              | 201 Mrd.         |
| Reynolds American                                                   | Vereinigte Staaten     | 8,3 Mrd. US-$        | k. A.                | k. A.              | k. A.            |
| ITC Limited                                                         | Indien                 | 4,4 Mrd. US-$        | k. A.                | k. A.              | k. A.            |
| Weitere                                                             |                        |                      | k. A.                | 15,8 %             | k. A.            |

Weitere regional tätigeTabakunternehmen:
- PT Gudang Garam (Indonesien)
- Tekel (Türkei)
- Fortune Tobacco Co. (Philippinen)
- House of Prince (Dänemark)
- Heintz van Landewyck (Luxemburg)
- Nakhla (Ägypten)
- PM Polska.SA (Polen)
- Pöschl Tabak (Deutschland)

### Zulieferunternehmen (Auswahl)
- Hauni Maschinenbau GmbH / Körber AG
- Focke & Co.
- G.D S.p.A.

## Justizverfahren
Seit den 1950er-Jahren wurden in fast 40 Staaten Haftungs- und Strafprozesse gegen die Tabakindustrie geführt, die meisten davon in den USA. Diese Prozessflut hält weiter an. 2012 z. B. waren beispielsweise gegen Philip Morris in den USA über 400 Fälle anhängig, während Philip Morris International (PMI) in allen anderen Staaten in etwas über 150 Fällen als Beklagte Prozesse führen musste.

### Justizverfahren von Behörden

#### Master Settlement Agreement (1998)
US-Bundesstaaten führten in den 1990er Jahren zahlreiche Schadenersatzprozesse gegen die Tabakindustrie. 1998 einigten sich 40 US-Bundesstaaten, der District of Columbia und fünf US-amerikanische Territorien mit der US-Tabakindustrie auf ein Master Settlement Agreement. Im Hauptpunkt verpflichtete sich die US-Tabakindustrie, den Klägern während 25 Jahren mehr als 200 Milliarden US-Dollar zu leisten. Ebenfalls willigte sie ein, ihre Werbung nicht mehr an Jugendliche zu richten. Dafür verzichteten die Bundesstaaten auf die Einreichung weiterer Klagen.

#### US-Regierung gegen US-Tabakindustrie (1999–2010)
Das Departement of Justice (DOJ) der US-Regierung reichte 1999 gegen die US-Tabakindustrie (u. a. Philip Morris USA, R.J. Reynolds Tobacco Company, Brown&Williamson Tobacco) eine Zivilklage am U.S.District Court Washington D.C. (Bundesbezirksgericht) ein. Sie stützte sich auf ein Gesetz (sog. Rico Act bzw. Racketeer Influenced and Corrupt Organizations Act) von 1970, das damals zur Bekämpfung der Mafia erlassen wurde. Die Dokumente der Tabakindustrie sollten beweisen, dass die angeklagten Firmen seit Anfang der 1950er Jahre eine Art kriminelles Kartell gebildet haben, um ihre Kunden zu täuschen. Alle Gewinne und Zinsen, insgesamt 280 Milliarden US-Dollar, welche die Tabakindustrie seit den 1950er Jahren gemacht hatte, verlangte die US-Regierung zurück.
Der Prozess wurde am 21. September 2004 eröffnet. Die Zulässigkeit der Gewinnabschöpfung wurde am 4. Februar 2005 vom U.S. Circuit Court of Appeals for the District of Colombia (Bundesberufungsgericht) in einem Zwischenurteil verneint mit der Begründung, dass der Rico Act nicht rückwirkend angewendet werden dürfe. Gegen dieses Urteil verlangte der Kläger beim Supreme Court of the United States (Oberster Gerichtshof der USA) am 18. Juli 2005 eine Revision. Sie wurde am 17. Oktober 2005 vom Supreme Court abgewiesen. Eine zweite Revision vor dem Supreme Court scheiterte 2010.
Die Einzelrichterin Gladys Kessler des Bundesbezirksgerichts entschied am 17. August 2006 in ihrem 1742 Seiten umfassenden Urteil, dass Rauchen von Zigaretten Krankheit und Tod verursache. Trotz firmeninterner Anerkennung dieser Tatsache habe die Tabakindustrie in der Öffentlichkeit während Jahrzehnten systematisch die schädlichen Nebenwirkungen der Zigaretten bestritten, verzerrt dargestellt und verharmlost. Deshalb ordnete sie ein Verbot an, wonach ab dem 1. Januar 2007 in den USA irreführende Bezeichnungen wie mild oder light auf der Verpackung oder in der Werbung nicht mehr verwendet werden dürfen. In einer Klarstellung (sog. Clarification Order) vom 16. März 2007 erweiterte sie dieses Verbot auf den US-Export solcher Zigaretten. Zusätzlich verpflichtete sie die eingeklagten Firmen, die Öffentlichkeit über die Schädlichkeit ihrer Produkte zu informieren. Auf eine Verhängung von Geldbußen verzichtete sie, weil dies der Supreme Court bereits in seinem Urteil vom 17. Oktober 2005 als unzulässig erachtete. Die Prozesskosten wurden hingegen den Beklagten auferlegt.
Gegen dieses Gerichtsurteil legten die beklagten Unternehmen Berufung beim zuständigen Bundesberufungsgericht ein. Wegen der aufschiebenden Wirkung der Berufung wurden die vom Bundesbezirksgericht auferlegten Beschränkungen nicht rechtskräftig. Das Gericht hat für die Parteien einen Schriftenwechsel angeordnet, der im Mai 2008 beendet wurde.
Der aktuelle Prozessstand wird auf tobacco-on-trial (englisch) und von Philip Morris USA (englisch) dokumentiert.

#### Vereinbarungen EG mit Philip Morris (2004) und Japan Tobacco (2007)
Die Europäische Gemeinschaft und 10 EG-Mitgliedstaaten hatten verschiedene Klagen gegen Philip Morris International (PMI) wegen Zigarettenschmuggel geführt. Auf der anderen Seite strengte PMI gegen die Europäische Kommission vor dem Europäischen Gerichtshof ebenfalls ein Verfahren an. Alle bestehenden Rechtsstreitigkeiten wurden am 9. Juli 2004 mit dem Abschluss einer mehrjährigen Vereinbarung über ein wirksames System zur Bekämpfung von Zigarettenschmuggel und Zigarettenfälschungen beendet. Die Vereinbarung sieht Zahlungen von PMI vor. Ihre Höhe hängt von verschiedenen Faktoren ab und könnte über 1 Milliarde US-Dollar in einem Zeitraum von 12 Jahren betragen.
Am 5. Oktober 2006 haben sich die zehn Mitgliedstaaten und die Europäische Kommission (im Namen der Europäischen Gemeinschaft) auf die genaue Aufteilung dieser Zahlungen geeinigt. Bis zu diesem Zeitpunkt hatte PMI bereits 325 Millionen Dollar gezahlt.
Eine ähnliche Vereinbarung (engl. „Cooperation Agreement“) schloss die Europäische Kommission und 26 EU-Mitgliedstaaten (ohne Großbritannien) am 14. Dezember 2007 mit Japan Tobacco International (JTI) und Japan Tobacco Holding BV (JTH) ab. Es handelt sich allerdings nicht um eine Vergleichsvereinbarung, da kein Rechtsstreit mit der EU hängig war. Vereinbart wurde, dass die JT innerhalb von 15 Jahren insgesamt 400 Mio. US-Dollar an die Kommission und die Mitgliedstaaten bezahlen, die zur Bekämpfung des illegalen Handels mit Zigaretten verwendet werden können. Zudem hat sich JT dazu verpflichtet, bei einer Beschlagnahmung von mehr als 50.000 echten, geschmuggelten Zigaretten aus ihrer Produktion selbst die Steuern und Zölle zu bezahlen.

### Justizverfahren in Europa von Privatpersonen
Erst seit wenigen Jahren werden auch an europäischen Gerichten Schadenersatzklagen von Rauchern oder ihren Angehörigen eingereicht:
- Die erste Klage eines Rauchers in Deutschland gegen Reemtsma auf Schadenersatz und Schmerzensgeld wegen Gesundheitsschädigung wurde 2003 vom Landesgericht Arnsberg abgewiesen. Das Oberlandesgericht Hamm wies die Berufung des Klägers 2004 ebenfalls ab.
- Ente Tabacchi Italiani (ETI, heute BAT Italia) wurde im März 2005 durch die Zivilkammer des Römer Appelationshofes zu Schadenersatzleistung verurteilt. Das Gericht verurteilte den Zigarettenhersteller zur Zahlung von 200.000 Euro an die Angehörigen eines 1991 verstorbenen Rauchers. Sie hatten geklagt, weil ETI vor Einführung der Warnhinweise auf Zigarettenpackungen nicht ausreichend über die Risiken des Rauchens informiert habe.
- Das Römer Arbeitsgericht sprach im Mai 2005 den Angehörigen einer verstorbenen Passivraucherin 400.000 Euro zu. Sie hatte während 7 Jahren beim Bildungsministerium im gleichen Büro wie drei starke Raucher gearbeitet. Ihre Gesuche, sie auf einen rauchfreien Arbeitsplatz zu versetzen, wurden mehrmals abgelehnt. Das Gericht erkannte an, dass Passivrauchen genau so wie Rauchen Krebs verursachen kann und gab daher der Klage statt.
- Im Schadensersatzprozess „McTear v Imperial Tobacco“ verlangte die Witwe eines 1993 an Lungenkrebs verstorbenen Rauchers, der 1964 mit Rauchen begonnen hatte, 500.000 Pfund Schadenersatz. Sie machte geltend, der Zigarettenhersteller habe es in rechtswidriger Weise unterlassen auf die Gesundheitsgefahren des Rauchens hinzuweisen. Das oberste Zivilgericht von Schottland, der „Court of Session“ in Edinburgh, wies die Klage am 31. Mai 2005 in einem 1121 Seiten umfassenden Urteil ab. Ein Hauptargument des Gerichts war, dass jede urteilsfähige Person bei ausreichender Informationslage über ihre Handlungen frei entscheiden könne. Deshalb müsse sie auch die rechtliche Verantwortung für ihr Tun vollumfänglich selbst übernehmen.

## Lobbyismus
Die Tabakindustrie gilt als die Branche, die es am längsten schaffte, bewusst Zweifel über die Gesundheitsschädlichkeit ihrer Produkte zu streuen und damit Gesundheitschutzmaßnahmen und Entschädigungszahlungen zu verhindern. Fast ein halbes Jahrhundert lang heuerte die Tabakindustrie Wissenschaftler an, die nach und nach erst die Lungenkrebsgefahr von Rauchern bestreiten, dann das erhöhte Risiko für Herzerkrankungen und weitere Gesundheitsgefahren leugnen und schließlich die Gesundheitsgefahren des Passivrauchens abstreiten sollten. Durch dieses Vorgehen zur systematischen Leugnung wissenschaftlicher Erkenntnisse schaffte es die Tabakindustrie, trotz eines existierenden wissenschaftlichen Konsens über die Gesundheitsgefahren des Rauchens und trotz Millionen Todesfällen, die mit dem Rauchen in Verbindung standen, staatliche Regulierung und Entschädigungsmaßnahmen um Jahrzehnte zu verzögern.
Über den Lobbyismus der Tabakindustrie war bis in die 1990er Jahre wenig bekannt. Über in der Öffentlichkeit nicht bekannte Einflüsse auf Personen aus Politik, Wirtschaft und Medien wurde spekuliert, doch fehlte es an Zeugen oder Dokumenten, die dies beweisen konnten. Dies änderte sich erst 1994, als Stanton Glantz von der University of California in den Besitz von 10.000 internen Dokumenten der Tabakkonzerne Brown & Williamson und BAT kam. 1998 wurde die US-Tabakindustrie zudem im Verlauf eines Haftungsprozesses zur weiteren Herausgabe von Dokumenten gezwungen. Die US-Öffentlichkeit war empört, als sie von den nicht veröffentlichten Forschungsresultaten über die Gefahren des Rauchens und Passivrauchens sowie der Nikotinabhängigkeit erfuhr.
Bisher musste die Tabakindustrie über 40 Millionen Seiten Dokumente öffentlich zugänglich machen. Sie sind so umfangreich, dass sie noch nicht alle ausgewertet werden konnten. Es lässt sich trotzdem aufzeigen, dass die wichtigsten Ziele der Tabakindustrie die Einflussnahme auf die Steuergesetzgebung, die Verhinderung eines Werbe- und Sponsoringverbotes für Tabakprodukte und das Verharmlosen der Gesundheitsgefährdung durch Passivrauchen waren.
Das Vorgehen der Tabakindustrie war in allen Staaten ähnlich: Politiker, Wissenschaftler und Journalisten wurden durch Aufträge, Beraterverträge, Einladungen zu Konferenzen und Sponsoring von Anlässen dafür belohnt, dass sie sich für die Anliegen der Tabakindustrie instrumentalisieren ließen.

### Lobbyismus der Tabakindustrie im deutschsprachigen Raum
Der Einfluss der Tabakindustrie auf die schweizerische und deutsche Politik in den 1980er- und 1990er-Jahren konnte aufgrund dieser Dokumente analysiert und belegt werden.
Die Bezahlung von Wissenschaftlern wurde in der sogenannten „Affäre Rylander“ offengelegt. Von einer Ermittlungskommission der Universität Genf in der Schweiz wurde 2004 festgestellt, dass ihr emeritierter Wissenschaftler Ragnar Rylander nicht als ein von der Tabakindustrie unabhängiger Forscher betrachtet werden kann, da er in seiner Rolle als Consultant dauerhafte und weitestgehend geheim gehaltene Verbindungen mit ihr unterhielt. Ein kantonales Strafurteil gegen zwei Wissenschaftler, welche der Ehrverletzung von Rylander bezichtigt wurden, hatte das schweizerische Bundesgericht bereits 2003 aufgehoben.
Die Stiftung für Verhalten und Umwelt (VerUm) wurde am 21. Dezember 1992 vom Verband der Cigarettenindustrie (VdC) als öffentliche Stiftung des bürgerlichen Rechts gegründet und hat ihren Sitz in München. Sie ist die Nachfolgeorganisation des „Forschungsrates Rauchen und Gesundheit“, der wissenschaftlichen Abteilung des VdC. Sie gilt als eine Lobbyorganisation.
Seit 2014 pflegt das Bundesministerium für Ernährung und Landwirtschaft eine öffentlich zugängliche Liste aller Gespräche, die es mit der Tabakwirtschaft bzw. deren Verbänden führt.
In der Schweiz hat Nationalrat Gregor Rutz (SVP) 2015 das Präsidium der Vereinigung des schweizerischen Tabakwarenhandels vom damaligen Ständerat Hans Hess übernommen, womit er, wie sein Vorgänger, direkt als Vertreter der Tabakindustrie im Bundeshaus lobbyieren kann.

## Tabakwirtschaft in Deutschland
Ein Tabak-Werbeverbot ist in Deutschland für das Jahr 2022 geplant, wobei Promotion und Sponsoring davon ausgenommen werden sollen. Die Tabakindustrie gibt bereits seit mindestens 2017 mehr Geld für "Promotion" und "Sponsorship" aus, als bspw. für Plakatwerbung. Alleine aus der Tabaksteuer in Deutschland ergaben sich im Jahr 2019 Einnahmen von 14 Milliarden für den Staatshaushalt. Kleine aber stetige Preiserhöhungen sorgten im 2000er Jahrzehnt dafür, dass trotz gesunkener Verkaufszahlen von Zigaretten in Deutschland, die Einnahmen für die Branche auf dem gleichen Niveau geblieben sind.

## Konsumverhalten in Deutschland
Während das Institut für Therapieforschung die Präventivkampagne Be Smart, Don't Start als Faktor für den hohen Anteil (80 %) der Jugendlichen, die nie eine Zigarette geraucht haben, nennt, liegt der Umstand der vielen jugendlichen Nieraucher nach Einschätzung des deutschen Krebsforschungszentrums weniger an der Kampagne, als vielmehr an den hohen Preisen, die durch die Preiserhöhungen im 2000er Jahrzehnt zustande kamen. Der Anteil, der rauchenden Erwachsenen sank (Stand 2020) ebenfalls. Unter den Erwachsenen, die sich das Rauchen abgewöhnt haben, ist ein hoher Akademikeranteil. In manchen Berufszweigen (bspw. Gebäudereinigung, Krankenpflege oder Wachschutz) wird dennoch unverändert häufig geraucht. Das Rauchverhalten ist einer der Hauptgründe dafür, warum Menschen aus niedrigen Einkommensgruppen deutlich früher sterben als Besserverdiener.

## Glaubwürdigkeit und Ehrlichkeit
Im November 2005 wurde der Reader’s Digest Europe Health Survey 2005 publiziert. In 13 Ländern wurde nach der Glaubwürdigkeit und Ehrlichkeit von 15 Industrien gefragt. Die Tabakkonzerne landeten im 15. und letzten Rang mit 6 % der Antwortenden, welche diese Industrie als völlig oder ziemlich vertrauenswürdig und ehrlich einstuften.
Die Rangliste: Apotheken 65 %, Fluggesellschaften 34 %, Autoindustrie 29 %, Krankenversicherungen 26 %, Banken und Finanzinstitute 26 %, Pharmaindustrie 25 %, Supermärkte 25 %, Medien/Presse 21 %, Ferienreisen-Veranstalter 20 %, Nahrungsmittelindustrie 18 %, Lebensversicherungen 18 %, Telefongesellschaften 18 %, Ölkonzerne 8 %, Alkoholindustrie 7 %, Tabakkonzerne 6 %.
Die deutsche Tabakindustrie hat sich in einer freiwilligen Selbstbeschränkungsvereinbarung gegenüber dem Bundesministerium für Gesundheit (BMG) verpflichtet, in der Nähe von Schulen und Jugendeinrichtungen keine Tabakwerbung zu präsentieren, und keine Tabakwarenautomaten aufzustellen. Sämtliche diese Vereinbarung verletzenden Tabakwarenautomaten sollten bis Ende 1997 von den Automatenaufstellern abgebaut werden.